# Droit de vote des femmes en Nouvelle-Zélande

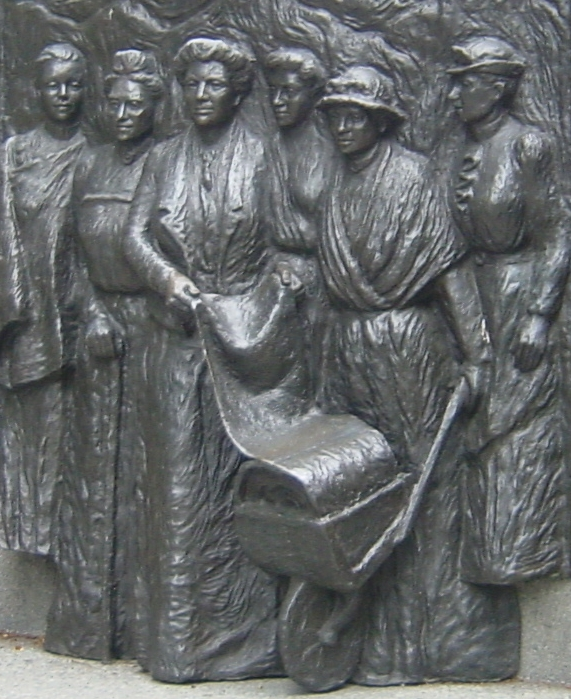
Bas-relief des suffragettes sur le Mémorial national Kate Sheppard, à Christchurch. Les personnages présentés de gauche à droite sont Meri Te Tai Mangakāhia, Amey Daldy, Kate Sheppard, Ada Wells, Harriet Morison et Helen Nicol.

Le droit de vote des femmes est une question politique importante à partir de la fin du XIXe siècle en Nouvelle-Zélande. Sous la colonisation britannique, comme dans les sociétés européennes, les femmes sont exclues de toute participation politique. L'opinion publique commence à changer dans la seconde moitié du XIXe siècle et après plusieurs années d'actions effectuées par les militantes pour le droit de vote, dirigées par Kate Sheppard, la Nouvelle-Zélande devient la première nation au monde accordant le droit de vote à toutes lors des élections parlementaires.
Le projet de loi électorale accordant le droit de vote aux femmes reçoit la sanction royale du gouverneur David Boyle le 19 septembre 1893. Les femmes votent pour la première fois lors des élections du législatives du 28 novembre 1893, le 20 décembre pour les électorats maoris. Toujours en 1893, Elizabeth Yates devient maire de Onehunga, elle est la première femme à occuper cette fonction dans l'Empire britannique.
Au XXIe siècle, il y a plus d’électrices que d’électeurs dans le pays, et les femmes votent également en proportion plus élevée que les hommes, s'abstenant moins. Cependant, 37 % des femmes n'étant pas allé voter le justifient par une « barrière perçue », contre 25 % des hommes.

## Premières campagnes en faveur du droit de vote
Dans la société polynésienne et dans l'aristocratie européenne, les femmes peuvent atteindre un rang politique formel important grâce à leur ascendance. Cependant, la société polynésienne, et par extension maorie, diffère car elle laisse aux femmes charismatiques une influence directe significative,. Cela est limité par l'incapacité des femmes à prendre la parole lors de certaines réunions dans les marae (maisons communautaires). En conséquence, certains historiens voient la colonisation comme un facteur de recul temporaire des droits des femmes en Nouvelle-Zélande.
Le mouvement pour le droit de vote en Nouvelle-Zélande débute à la fin du XIXe siècle, inspiré par des groupes similaires, rassemblant des militantes connues sous le nom de « suffragettes », dans l'Empire britannique et aux États-Unis. Le droit de vote est largement désiré, vu comme un moyen d'améliorer la moralité sociale et, par extension, la sécurité et la qualité de vie des femmes. Par conséquent, les campagnes pour le suffrage féminin sont étroitement liées à l’interdiction de la circulation de l’alcool. Le mouvement suscite une certaine résistance, étant souvent décrit comme puritain et draconien dans la presse locale. Il conduit aussi des hommes politiques qui soutiennent l'industrie de l'alcool à s'opposer à l'obtention du droit de vote par les femmes, c'est le cas du député de la région de Dunedin, Henry Fish (en), qui devient l'un des plus farouches opposants au mouvement.
En 1869, sous un pseudonyme, Mary Müller écrit An Appeal to the men of New Zealand, le premier pamphlet traitant de la question du droit de vote des femmes à être publié en Nouvelle-Zélande. Dans les années 1870, Mary Ann Colclough, connue sous le nom de Polly Plum, est une militante active des droits des femmes en général et prend position en faveur du droit de vote des femmes. John Larkins Cheese Richardson est aussi un fervent partisan de l'égalité des sexes. Il donne le droit aux femmes de s'inscrire à l'université d'Otago en 1871 et leur fait éviter d'autres obstacles à leur entrée. Certains hommes politiques, comme John Hall, Robert Stout, Julius Vogel, William Fox et John Ballance, soutiennent également le droit de vote des femmes. En 1878, 1879 et 1887 cependant, plusieurs projets de loi étendant le droit de vote aux femmes sont rejetés d'une courte majorité au Parlement.

## Deuxième campagne couronnée de succès
Le droit de vote est finalement accordé aux Néo-Zélandaises après environ deux décennies de lutte menée par les femmes dans toute la Nouvelle-Zélande. La branche néo-zélandaise de la Women's Christian Temperance Union (WCTU) dirigée par Anne Ward (1886-1887), Emma Packe (1887-1889), Catherine Fulton (1889-1892) et Annie Jane Schnackenberg (1892-1900) joue un rôle déterminant dans la campagne. Influencé par l'Américaine Frances Willard de la WCTU et par la philosophie de penseurs et penseuses comme Harriet Taylor Mill et John Stuart Mill, le mouvement affirme que les femmes peuvent apporter de la moralité dans le fonctionnement démocratique des institutions politiques. Kate Sheppard, une militante de la WCTU en Nouvelle-Zélande, est l'une des principales défenseures de cette action politique en faveur des droits des femmes. Les opposants, eux, soutiennent que la politique se situe en dehors de la « sphère naturelle » des femmes, qui reste selon eux le foyer et la famille. Les partisans du droit de vote répliquent en affirmant que le fait de permettre aux femmes de voter conduirait à des politiques publiques qui protègeraient et nourriraient les familles.
Les suffragettes de la WCTU, les membres des organisations politiques féministes ainsi que les syndicats font circuler une série de pétitions transmises au Parlement. Plus de 9 000 signatures sont consignées en 1891, près de 20 000 en 1892, et enfin en 1893, près de 32 000 signatures sont recueillies — soit près d'un quart des femmes européennes de Nouvelle-Zélande.

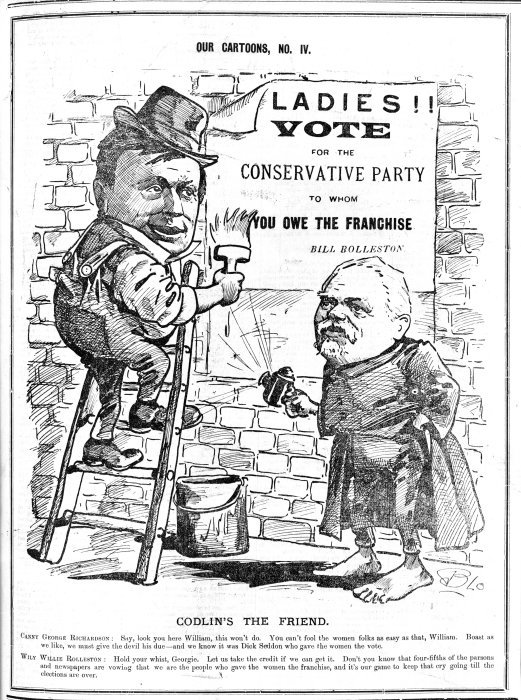
Caricature de 1893 représentant William Rolleston exhortant les femmes à voter pour le Parti conservateur à qui elles doivent le droit de vote.

À partir de 1887, plusieurs tentatives sont faites pour adopter des projets de loi autorisant le droit de vote des femmes. Le premier est rédigé par Julius Vogel, le 8e Premier ministre de Nouvelle-Zélande. Chaque projet de loi passe proche d'être adopté. Plusieurs projets de lois électorales qui auraient donné le droit de vote aux femmes adultes sont adoptées par la Chambre des représentants mais rejetés par le Conseil législatif supérieur.
En 1891, Walter Carncross propose un amendement visant à faire échouer un nouveau projet de loi au Conseil législatif. Son amendement doit permettre aux femmes de devenir éligibles à la Chambre des représentants et s'assure donc du fait que la Chambre haute, conservatrice, rejette le projet de loi. Cette tactique rend furieuse la suffragette Catherine Fulton, qui organise une manifestation lors des élections de 1893. Un projet de loi électorale de 1892, présenté par John Ballance, prévoit l'émancipation de toutes les femmes, mais une controverse s'installe sur l'un de ses amendements peu pratique concernant le vote par correspondance et cela provoque son abandon.
En 1893, le droit de vote des femmes bénéficie d'un soutien populaire considérable. La pétition de 1893 pour le droit de vote des femmes est présentée au Parlement et un nouveau projet de loi électorale est adopté par la Chambre basse avec une large majorité. Au cours du débat, l'émancipation des femmes maories et pākehā recueille un fort soutien, défendue par John Shera, marié à une femme d'origine maorie et européenne. Les lobbyistes de l'industrie de l'alcool, inquiets de son interdiction prévue par les militantes, demandent à la Chambre haute de rejeter le projet de loi. Les suffragistes répondent par des rassemblements de masse et des télégrammes envoyés aux députés. Ils offrent à leurs partisans au Parlement des camélias blancs à porter à leurs boutonnières. La Chambre haute est divisée sur la question et le Premier ministre Richard Seddon espère faire barrage au projet de loi.
Seddon a besoin d'un vote supplémentaire pour rejeter la mesure à la Chambre haute. Un conseiller nouvellement élu du Parti libéral, Thomas Kelly, décide initialement de voter en faveur de la mesure, mais Seddon obtient, grâce à un télégramme, son accord pour modifier son vote. La manipulation de Seddon irrite deux autres conseillers, William Reynolds et Edward Cephas John Stevens, qui changent de camp et votent finalement pour le projet de loi, lui permettant d'être adopté par 20 voix contre 18 le 8 septembre 1893. Les deux conseillers de l'opposition étaient jusqu'alors opposés à l'ouverture du suffrage aux femmes, tant que la question du vote par correspondance n'était pas réglée. Cette procédure est en effet vue comme nécessaire pour permettre à toutes les femmes des zones rurales isolées de voter, mais elle est considérée par les libéraux comme une possibilité de manipulation du vote par les maris ou les employeurs des femmes.
Les dix-huit conseillers législatifs s'étant prononcés en défaveur de la loi demandent au gouverneur, David Boyle, de refuser l'adoption de la loi, mais le 19 septembre 1893, le gouverneur refuse et la loi électorale de 1893 donne à toutes les femmes de Nouvelle-Zélande le droit de vote.
Le gouvernement libéral et l'opposition revendiquent par la suite le mérite de l'émancipation des femmes, cherchant à obtenir les voix nouvellement acquises des femmes.
En 1896, trois ans après l'ouverture du droit de vote aux femmes, Kate Sheppard, suffragette néo-zélandaise, fonde et prend la présidence du Conseil national des femmes de Nouvelle-Zélande, qui plaide en faveur d'une action politique plus forte en faveur des droits des femmes.

## De nouvelles avancées en matière de droits des femmes

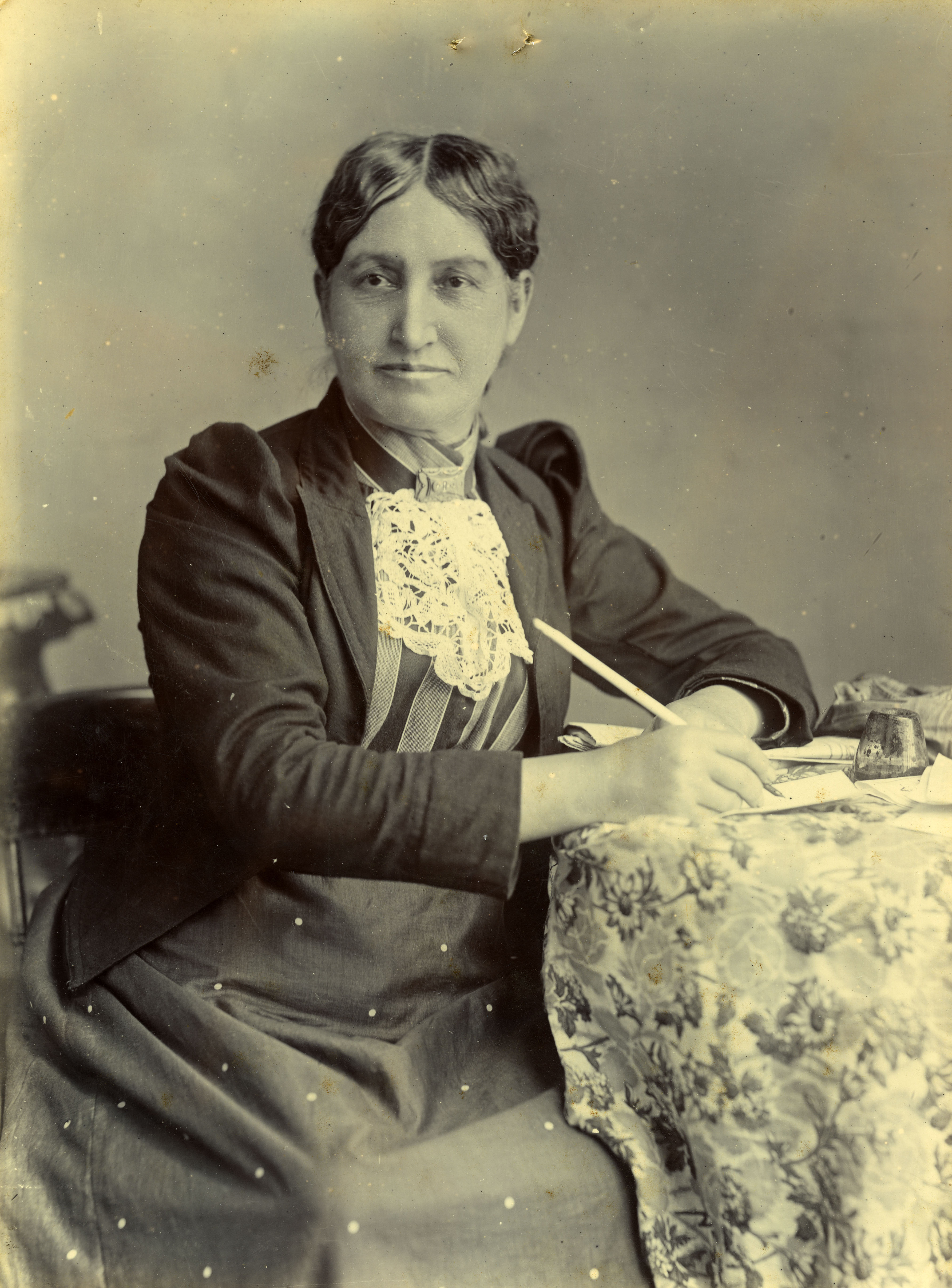
Elizabeth Yates, première femme élue maire en Nouvelle-Zélande, en 1894.

En 1893, Elizabeth Yates devient la première femme de l'Empire britannique à être élue maire, bien qu'elle n'occupe le poste à Onehunga, que pendant environ un an. En 1926, Margaret Magill, enseignante et administratrice scolaire ouvertement lesbienne, est élue au conseil d'administration du New Zealand Educational Institute (NZEI). Elle devient présidente de l'organisation en 1933 ; c'est la première fois que ce poste est occupé par une femme,.
Les femmes ne sont éligibles à la Chambre des représentants qu'à partir des élections de 1919 et trois femmes se présentent cette année-là : Rosetta Baume (à Parnell pour le Parti libéral), Ellen Melville (à Grey Lynn pour le Parti réformiste (en)) et Aileen Garmson (à Thames, en tant que « libérale indépendante »). Aucune d’entre elles n'est élue.
Elizabeth McCombs est la première femme à remporter une élection (à Lyttelton, siège occupé par son époux décédé, selon la pratique de la widow's succession (en)) lors des élections législatives partielles de 1933. Elle est suivie par Catherine Stewart (1938), Mary Dreaver (1941), Mary Grigg (1942), Mabel Howard (1943) et Hilda Ross (1945). Grigg et Ross représentent le Parti national, tandis que McCombs, Stewart, Dreaver et Howard appartiennent toutes au Parti travailliste. La première femme députée maorie est Iriaka Rātana en 1949 ; elle succède elle aussi au siège occupé par son défunt mari.
Les femmes ne sont pas éligibles au Conseil législatif de Nouvelle-Zélande (la Chambre haute du Parlement) jusqu'en 1941. Les deux premières femmes (Mary Dreaver et Mary Anderson) y sont nommées en 1946 par le gouvernement travailliste. En 1950, la « suicide squad », nommée par le gouvernement national pour abolir le Conseil législatif comprend trois femmes : Cora Louisa Burrell de Christchurch, Ethel Gould d'Auckland et Agnes Weston de Wellington.
En 1989, Helen Clark devient Vice-Première ministre ; elle est la première femme à occuper ce poste. En 1997, le Premier ministre Jim Bolger perd le soutien du parti national et est remplacé par Jenny Shipley, qui devient la première femme à être Première ministre de Nouvelle-Zélande. En 1999, Helen Clark devient Première ministre et est cette fois la première femme à l'être à la suite d'une élection. En 2017, Jacinda Ardern devient la troisième Première ministre de Nouvelle-Zélande et marque la politique du pays.
La New Zealand Suffrage Centennial Medal 1993 est autorisée par la reine Élisabeth II par mandat royal le 1er juillet 1993. Elle est décernée à 546 personnes, sélectionnées en reconnaissance de leur contribution aux droits des femmes ou aux questions féminines en Nouvelle-Zélande. 